# Алопеус Максим Максимович
Максим Максимович Алопеус (швед. Magnus Maximilian Alopaeus; 21 січня 1748, Виборг — 6 червня 1822 або 16 травня 1822, Франкфурт-на-Майні) — російський дипломат, посол у Пруссії та Великій Британії.

## Біографія
Син лютеранського пастора з роду фінських шведів Алопеус народився у Виборзі. Готуючись до духовного звання, вивчав в Або та Геттінгені богослов'я, але після закінчення університетського курсу присвятив себе дипломатичній кар'єрі.
У 1768 році прийнятий на російську службу. Був спершу секретарем у графа М. І. Паніна, а потім, за протекцією останнього, директором канцелярії Колегії закордонних справ.
Масон, на початку 1770-х член ряду лож у Гамбурзі. У цей період став майстром стільця петербурзької ложі «Гігея».
У 1783 році Алопеус призначений російським посланцем до двору єпископа Любецького в Ойтіні. Після повернення звідти вів приватне листування цесаревича Павла з Фрідріхом II. У 1789—1795 роках мешкав у Берліні, вважався «простим мандрівником», проте вів дипломатичні переговори, зокрема стосовно польських справ із начальником масонського Ордену Бішофсвердером. У Берліні його відвідували представники московського масонства М. І. Багрянський та О. М. Кутузов.
Під час перебування при прусському дворі, Алопеус отримав особливу подяку Фрідріха-Вільгельма II і за найнесприятливіших політичних умов виявив як дипломат велику спритність, так що навіть після Базельського миру міг залишатися в Нижній Саксонії і в 1802 році призначений посланцем у Берліні.
Весною 1807 року Алопеус сттає надзвичайним послом у Лондоні, де Тільзитський мир невдовзі спричинив обмеження його місії. 11.11.1809 року на прохання звільнений від служби імператором Олександром I.
Після закінчення Аахенського конгресу, в якому він брав участь, Алопеус в 1820 році оселився в інтересах свого здоров'я у Франкфурті-на-Майні і помер там же 6 січня 1822 року.

## Нагороди
- Орден Святого Володимира ІІІ ступеня[7]
- Орден Святого Володимира ІІ ступеня (2 вересня 1793)[8]
- Орден Святої Анни І ступеня (24 березня 1798)[8]
- Орден Святого Олександра Невського (5 травня 1799)[8]

## Сім'я

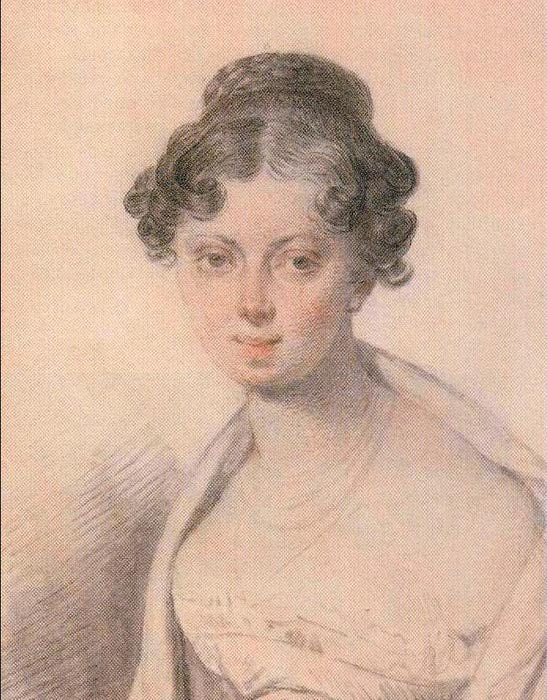
дочка Наталія (1814)

Першим шлюбом був одружений з Софією Луїзою фон Кваст (1765—1797).
Дочка: Наталія (1796—1823) — з 1814 року дружина Костянтина Христофоровича Бенкендорфа.
У 1799 році одружився з Луїзою-Шарлоттою-Августою, до шлюбу фон Вельтгейм (1768—1851).